# Biserica de lemn din Băbeni

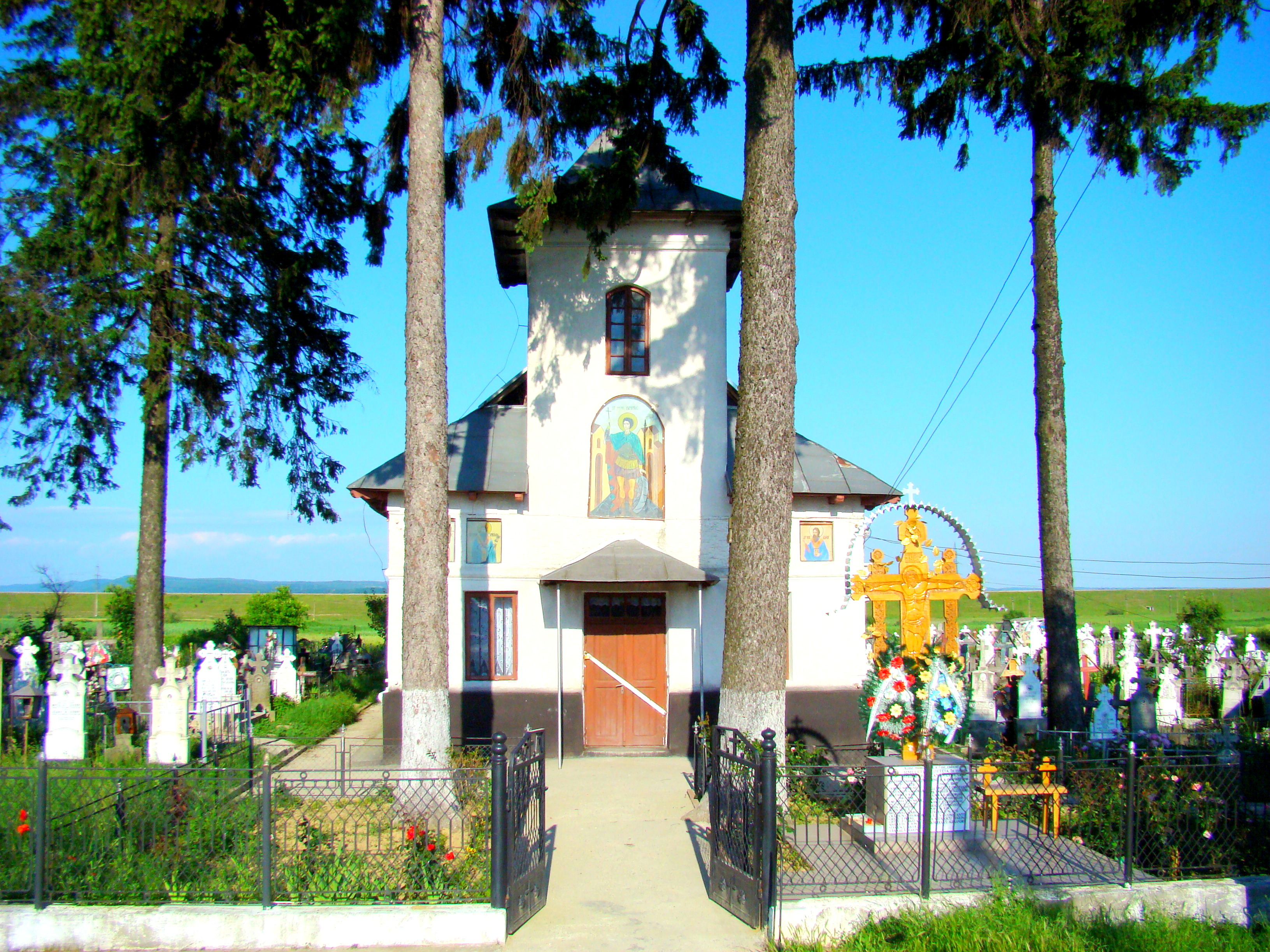
Biserica „Sfântul Dumitru” din Băbeni-Valea Mare, foto: iunie 2010.

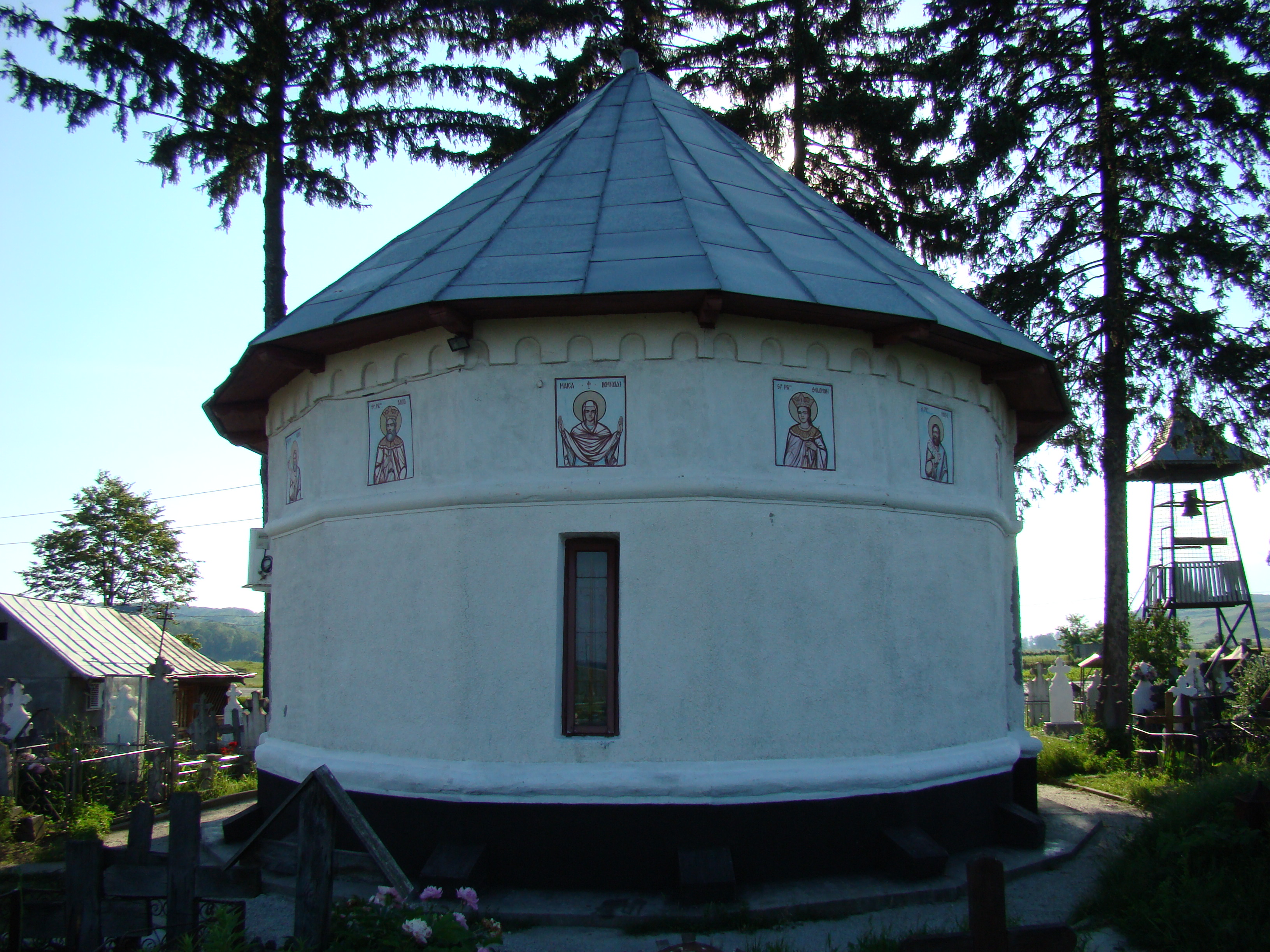
Absida altarului

Biserica de lemn Sfântul Dumitru, oraș Băbeni, județul Vâlcea, a fost construită în 1849. Biserica se află pe noua listă a monumentelor istorice sub codul LMI: cod LMI VL-II-m-B-09638.

## Istoric și trăsături
Biserica cu hramul „Sfântul Dumitru“ a fost zidită în anul 1849 de clucerul Ioan Lahovary și renovată complet între anii 1925-1930, de către locuitorii satului Valea Mare. Alte surse menționează că ctitorul acestei biserici a fost clucerul Grigore Lahovary. Ulterior, în perioada 1965-1966 s-au executat pridvorul și clopotnița din zid de cărămidă și s-a restaurat pictura interioară și exterioară. Lăcașul a fost resfințit în anul 1966.

## Imagini

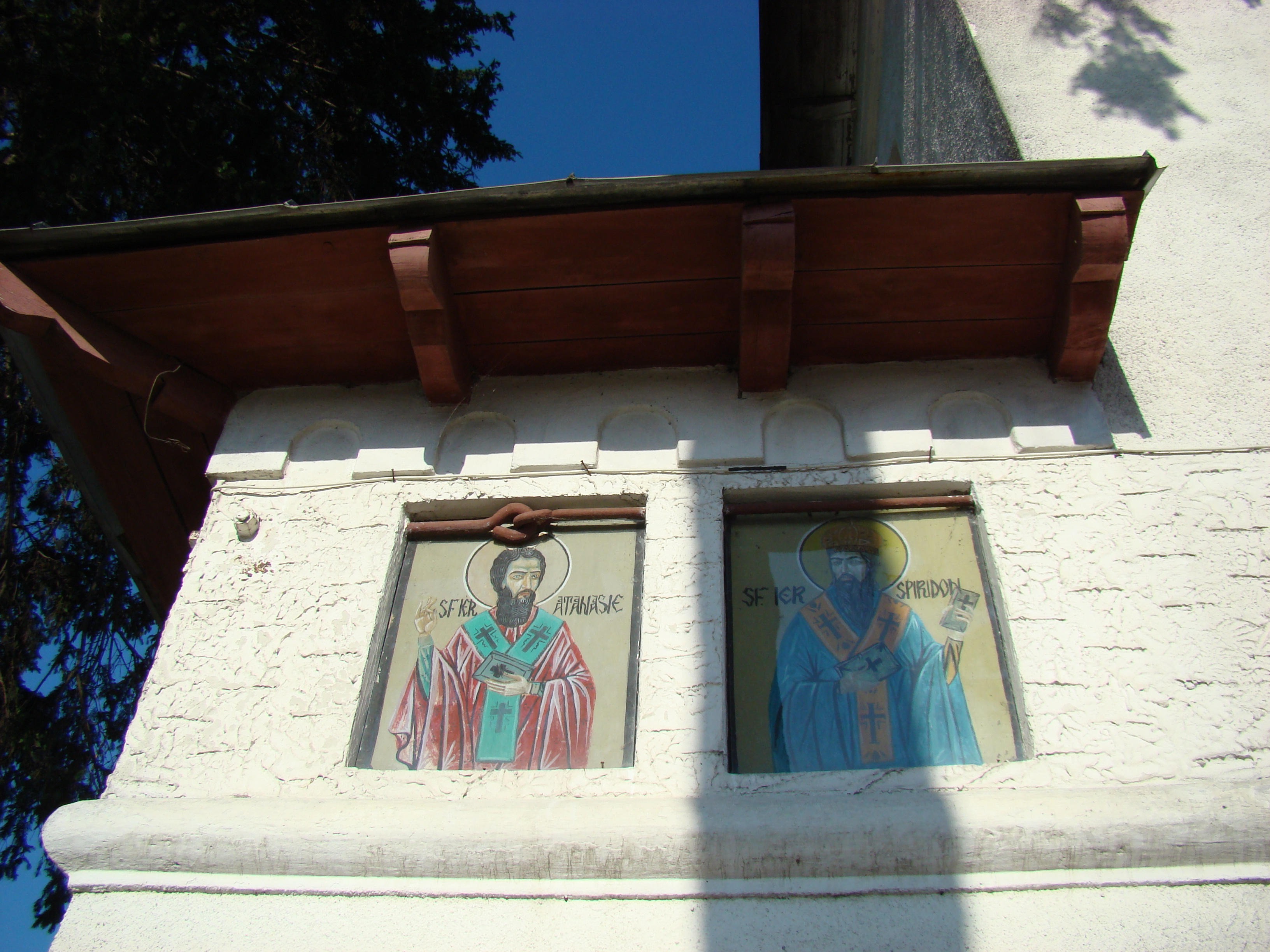
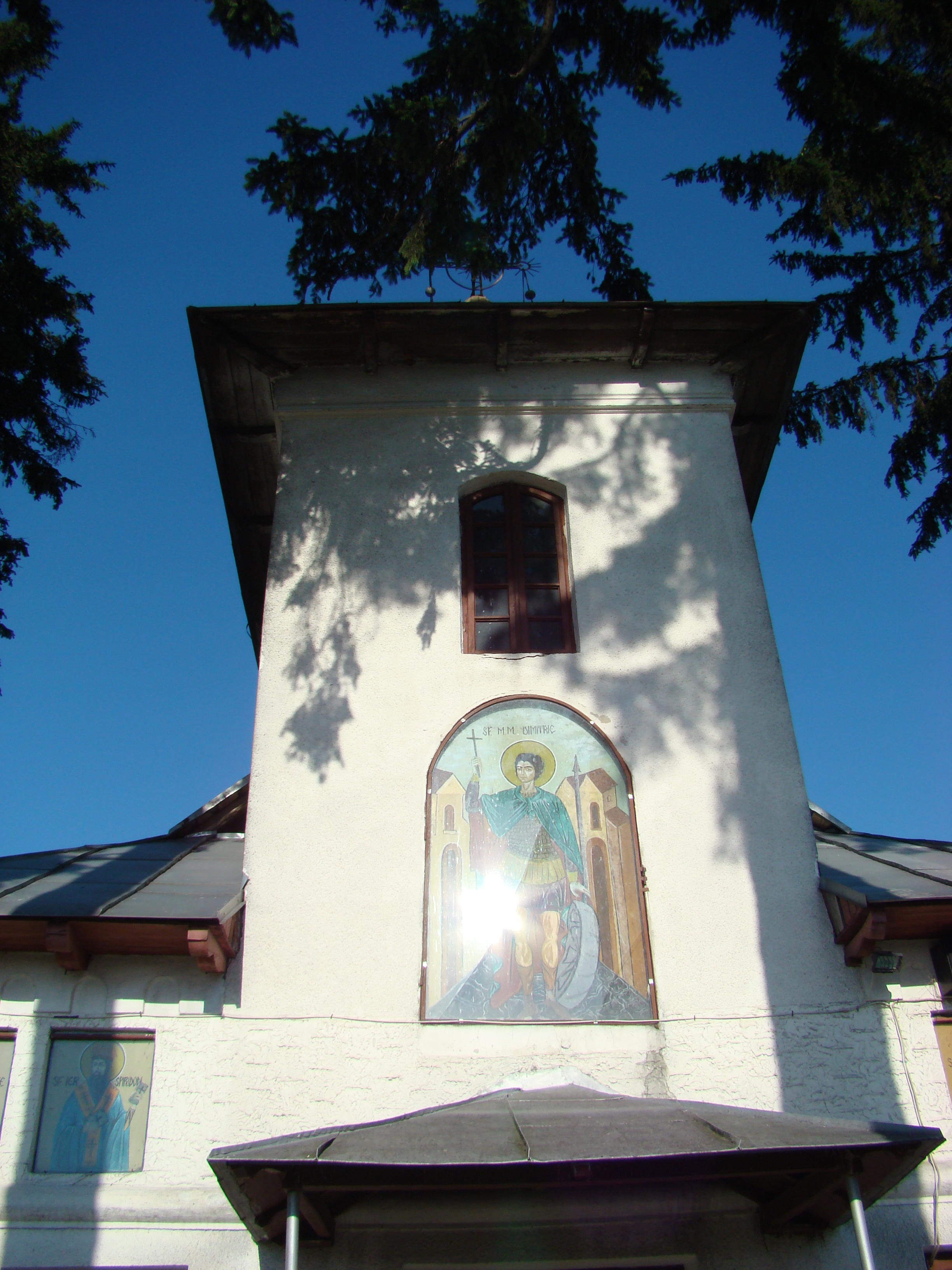
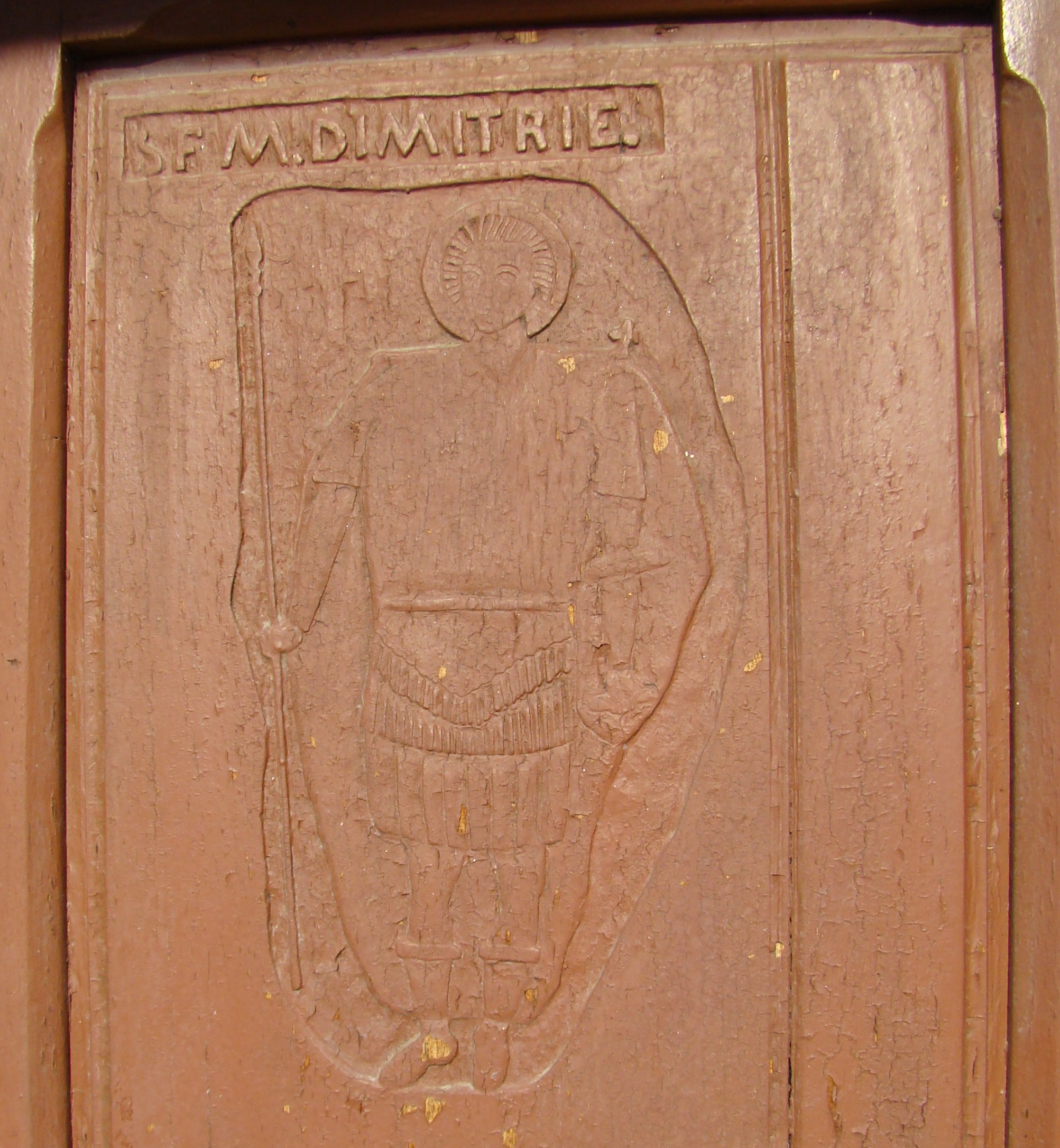
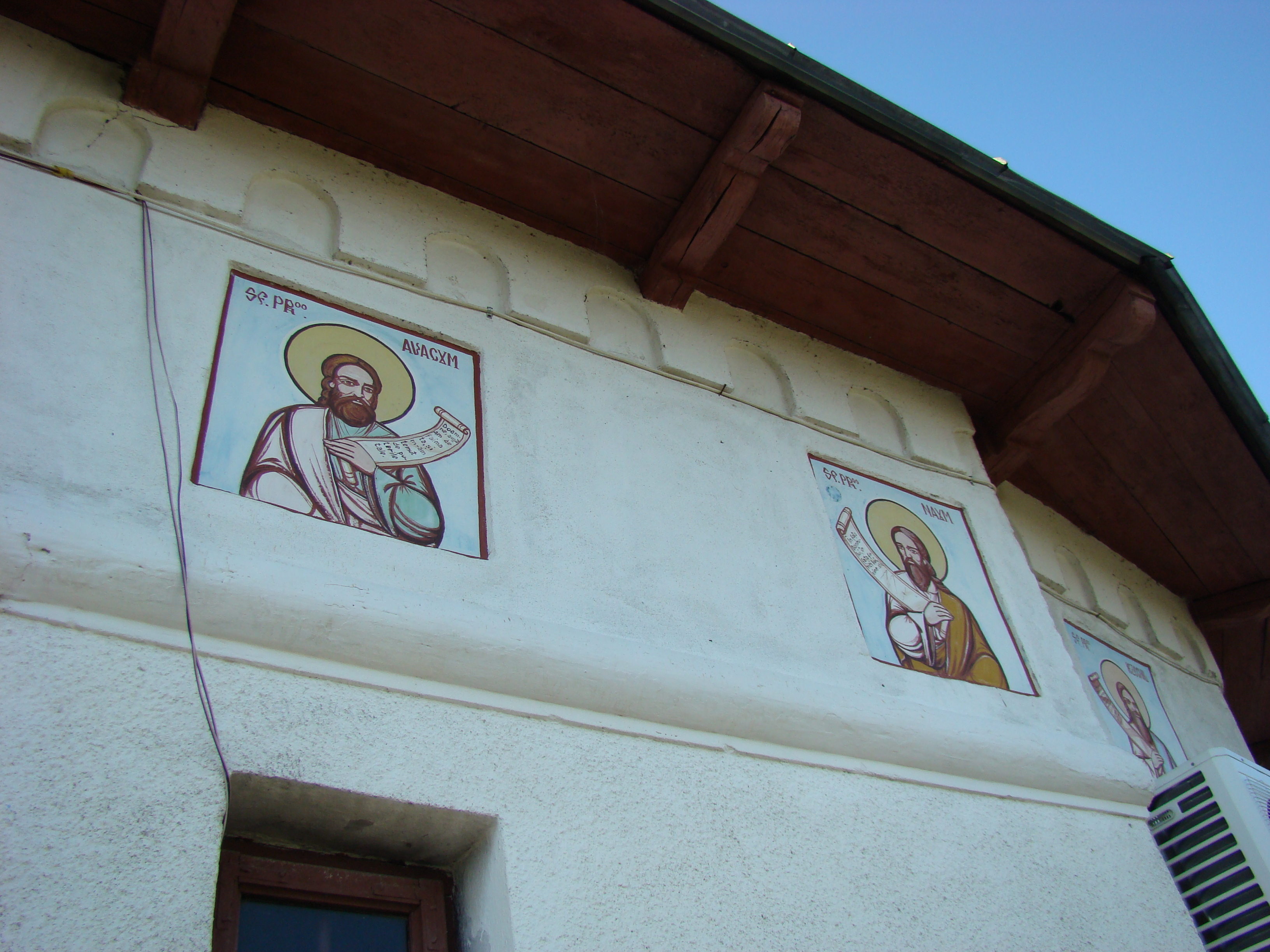
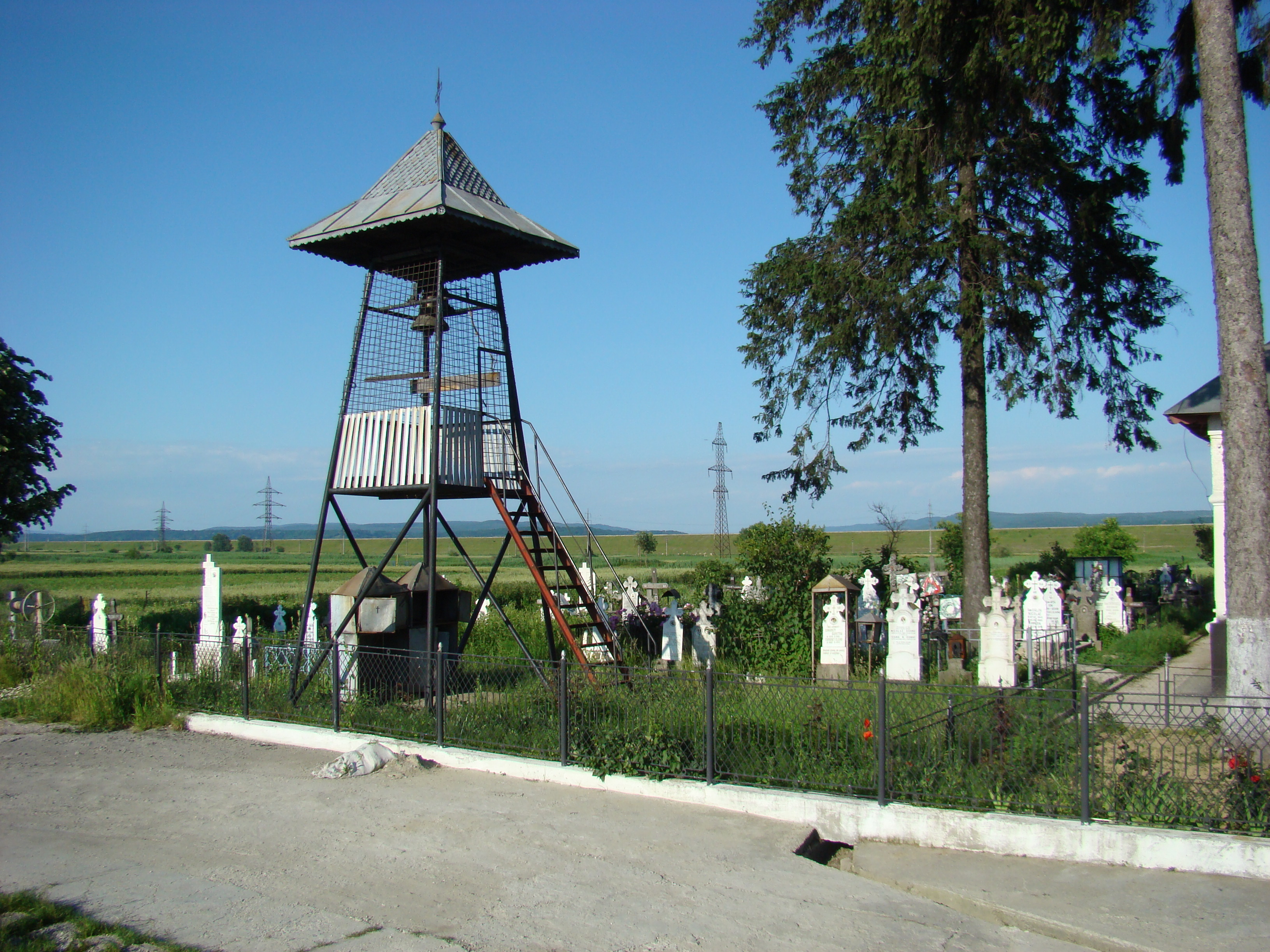